# Phengodes brailovskyi
Phengodes brailovskyi là một loài bọ cánh cứng trong họ Phengodidae. Loài này được Zaragoza & Wittmer miêu tả khoa học năm 1986.